# Angela Coughlan
Angela Denise Coughlan, nach Heirat Angela Arusoo und Angela Sharp, (* 4. Oktober 1952 in London, Ontario; † 14. Juni 2009 in Ottawa) war eine kanadische Schwimmerin. Bei den Panamerikanischen Spielen 1967 und 1971 erkämpfte sie eine Goldmedaille und je vier Silber- und Bronzemedaillen. 1968 erhielt sie bei den Olympischen Spielen eine Bronzemedaille. Bei den British Commonwealth Games 1970 gewann sie einmal Gold, zweimal Silber und einmal Bronze.

## Karriere
Die Schwimmerin von den Robinson Rams in Burlington schwamm von 1967 bis 1972 in der kanadischen Nationalmannschaft. In Kanada gewann sie 24 nationale Meistertitel.
Bei den Panamerikanischen Spielen 1967 in Winnipeg gewann die zu diesem Zeitpunkt 14-jährige Angela Coughlan drei Bronzemedaillen: Über 200 Meter Freistil hinter Pamela Kruse aus den Vereinigten Staaten und Marion Lay aus Kanada, über 400 Meter Freistil hinter Debbie Meyer und Pamela Kruse aus den Vereinigten Staaten und über 800 Meter Freistil hinter Debbie Meyer und Susan Pedersen aus den Vereinigten Staaten. Die kanadische 4-mal-100-Meter-Freistilstaffel mit Marion Lay, Angela Coughlan, Elaine Tanner und Sandra Smith erhielt die Silbermedaille hinter der US-Staffel.
Im Jahr darauf bei den olympischen Schwimmwettbewerben in Mexiko-Stadt trat Coughlan in den vier Wettbewerben an, in denen sie im Jahr zuvor Medaillen bei den Panamerikanischen Spielen gewonnen hatte. Über 200 Meter Freistil verpasste sie den Finaleinzug. Über 400 Meter Freistil wurde sie Siebte und über 800 Meter Freistil Sechste. Zum Abschluss fand die 4-mal-100-Meter-Freistilstaffel statt. Es siegte die Staffel aus den Vereinigten Staaten vor der Staffel aus der DDR und den Kanadierinnen mit Angela Coughlan, Marilyn Corson, Elaine Tanner und Marion Lay.
Bei den British Commonwealth Games 1970 in Edinburgh belegte Coughlan den vierten Platz über 400 Meter Freistil. Über 200 Meter Freistil wurde sie Zweite hinter der Australierin Karen Moras und über 100 Meter Freistil gewann sie Gold vor der Australierin Lynne Watson. Die 4-mal-100-Meter-Lagenstaffel mit Angela Coughlan, Donna Gurr, Susan Smith und Sylvia Dockerill erhielt Bronze hinter den Australierinnen und der englischen Staffel. In der 4-mal-100-Meter-Freistilstaffel siegten die Australierinnen vor den Kanadierinnen mit Angela Coughlan, Karen James, Linda Hall und Susan Smith.
Die letzte große internationale Meisterschaft für Angela Coughlan waren die Panamerikanischen Spiele 1971 in Cali. Sie gewann Silber über 100 Meter Freistil hinter Sandy Neilson und über 200 Meter Freistil hinter Kim Peyton. Über 400 Meter Freistil siegte Ann Simons vor Jill Strong und Angela Coughlan. Auch mit der Freistilstaffel lagen die Kanadierinnen hinter den Schwimmerinnen aus den Vereinigten Staaten und erhielten die Silbermedaille. Nur die Lagenstaffel mit Donna Gurr, Jane Wright, Leslie Cliff und Angela Coughlan gewann die Goldmedaille vor der Staffel aus den Vereinigten Staaten.
1972 beendete Coughlan ihre Karriere. Im Jahr darauf heiratete sie den Schwimmer Tom Arusoo, mit dem sie drei Töchter hatte. Nach der Scheidung heiratete sie erneut. Angela Coughlan war als Physiotherapeutin tätig. 2005 erkrankte sie an einem multiplen Myelom, 2009 starb sie an dieser Krankheit.
1977 wurde Angela Coughlan in die Canadian Olympic Hall of Fame aufgenommen. Das Schwimmbecken in Burlington, in dem sie trainierte, wurde später in Angela Coughlan Indoor Pool umbenannt.